# Radegast (Dahlen)

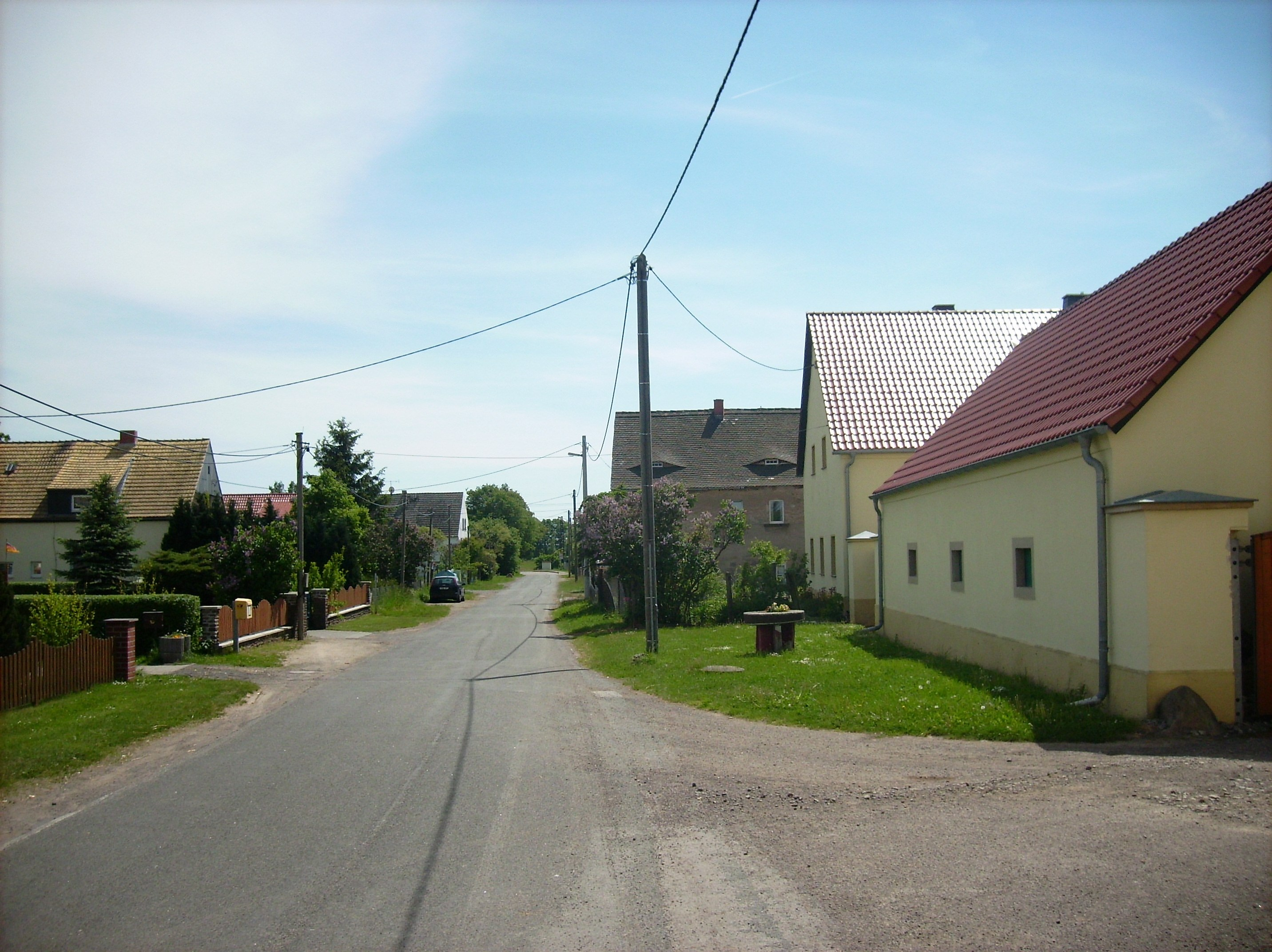
Die Hauptstraße von Radegast

Radegast ist ein Dorf in Sachsen im Landkreis Nordsachsen, das zur Gemeinde Dahlen gehört. Radegast hat 39 Einwohner (Stand 17. Mai 2022). Die in Radegast befindliche Straße führt in der einen Richtung nach Luppa und in der anderen nach Meltewitz und Schwarzer Kater.

## Geschichte
Radegast wurde erstmals 1284 in der Schreibweise „Rodegast“ als „villa“ (Meierhof) urkundlich erwähnt.